# چشمه سرمندلی
چشمه سرمندلی یک روستا در ایران است که در شهرستان سرایان استان خراسان جنوبی واقع شده‌است. چشمه سرمندلی ۵۵ نفر جمعیت دارد.

## جمعیت
این روستا در دهستان دوکوهه قرار دارد و براساس سرشماری مرکز آمار ایران در سال ۱۳۸۵، جمعیت آن ۵۵ نفر (۱۷ خانوار) بوده‌است.